# Río Anizacate
Río Anizacate är ett vattendrag i Argentina.   Det ligger i provinsen Córdoba, i den centrala delen av landet, 600 km nordväst om huvudstaden Buenos Aires.
Trakten runt Río Anizacate består till största delen av jordbruksmark. Runt Río Anizacate är det ganska glesbefolkat, med 29 invånare per kvadratkilometer.